# Kungsbackaån
Kungsbackaån Huvudavrinningsområde 107, är ett cirka 45 kilometer lång vattendrag som mynnar ut i Kungsbackafjorden i Kattegatt. Avrinningsområdet är 302 km².

## Beskrivning
Ån har sin huvudkälla i Ingsjöarna i Västergötland, där den benämns Lindomeån. Ingsjöarna avvattnar i sin tur sjöarna i den södra delen av Härryda kommun genom säsongsvarierande mindre bäckar. 
Vattendraget passerar socknarna Lindome, Älvsåker, Tölö och Kungsbacka på sin väg mot utloppet i Kungsbackafjorden. Kungsbackaåns uppskattade medelvattendjup i dess nedre sträckning är cirka 3 meter.
Åns nedre sträckning genom Lindome, Anneberg och Kungsbacka löper genom ett låglänt område. Partiella översvämningar har vid snösmältningen ofta förekommit framförallt mellan Lindome och Anneberg. Den senaste, och i modern tid hittills största, nådde sin kulmen 11-12 december 2006 och drabbade även Kungsbacka, med många översvämmade lokaler och vägar. Vissa områden i Kungsbacka var uppmanade att inte belasta dag- respektive spillvattennätet ytterligare under ett par dagar.